# 梅地徳彦
梅地 徳彦（うめち なるひこ、1961年6月19日 - ）は、日本の元俳優、元子役。本名同じ。東京都出身。

## 人物・略歴
3歳の時に『日清ちびっこのどじまん』に出場したところを、日本児童劇団にスカウトされ、1970年に東映児童研修所に移籍。数本の映画、テレビドラマ出演を経て、1972年放送の『快傑ライオン丸』に小助役でレギュラー出演。『ライオン丸』当時は小学5年生であったが、レギュラー陣では一番演技経験があったため新人であった主演の潮哲也は梅地に演技について相談することもあったという。『ライオン丸』のプロデューサーである篠原茂は、梅地の印象として同時期に活躍していた子役と比較すると華やかさに欠けるイメージがあると危惧していたが、梅地の演技を見て、感情表現が豊かであると評価している。
『ライオン丸』では、トランポリンなどのアクションはすべて自分で演じた。怪我などのアクシデントはなかったものの、乗馬は怖かったという。また、スタッフや共演者とは仲が良かったため、最終回ではライオン丸が死んでしまう設定になっていたことと、仕事が終わる寂しさから本当に泣いてしまったと後年のインタビューで述懐している。
映画『トラック野郎』シリーズでは、松下幸之助役として第1作『トラック野郎・御意見無用』から登場。これは、主人公の相棒である松下金造（通称：ヤモメのジョナサン）の長男役で、以後レギュラー出演を続けていた。第5作『トラック野郎・度胸一番星』に登場していないのは、松下の妻である君江役の春川ますみが出演していない関係で、「君江が出ないのに子供たちだけを出したくない」と監督の鈴木則文が判断したためである。次の第6作『トラック野郎・男一匹桃次郎』には登場したものの、第7作『トラック野郎・突撃一番星』には春川ともども登場していない。第8作『トラック野郎・一番星北へ帰る』から子役が全員入れ替えになったため、『〜男一匹桃次郎』が同シリーズ最後の出演となった。この入れ替えは、演出上の都合によるものだが、「（あと10作ぐらい続くと思っていたから変えたが）全10作で終わるなら、変えなくても良かった」と、監督の鈴木則文は述懐していた。
その後芸能界を引退しているが、2000年に発行された書籍『ピー・プロ70'sヒーロー列伝 (2) 快傑・風雲ライオン丸』のインタビューには応じている。

## 出演作品

### テレビ
- ローンウルフ 一匹狼  第1話  「復讐のメロディー」 （1968年、NTV）
- 柔道一直線 第46話「鬼の柔道 －柔よく剛を制すとは－」（1970年、TBS） - 少年時代の木村政彦
- 素浪人 花山大吉 第89話「人質の方がいばっていた」（1970年、NET） - 竹松
- 特別機動捜査隊 第479話「浅草の唄」（1971年、NET） - 正太
- 柳生十兵衛 第20話「こぶつき浪人」（1971年、CX） - 吉松
- 仮面ライダーシリーズ（MBS）
  - 仮面ライダー 第37話「毒ガス怪人トリカブトのG作戦」（1971年） - 木元ミツル
  - 仮面ライダーX 第20話「お化け!? 謎の蛇人間あらわる!!」（1974年） - 本田タカシ
- 半七捕物帳 第15話（1972年、NET） - 権太郎
- 快傑ライオン丸（1972年 - 1973年、CX） - 小助
- キカイダー01 第5話「恐怖! 青ワニ島で卵が笑う!!」（1973年、NET） - 志村圭次
- ファイヤーマン 第28話「アルゴン星から来た少年」（1973年、NTV） - アルゴン星人エムサ
- 荒野の用心棒 第8話「銀山地獄に悪の華が散って…」（1973年、NET）
- アイフル大作戦 第25話「逃げろ!わんぱく小僧生き埋め殺人」 （1973年、TBS）
- イナズマン（NET）
  - 第5話「大空中戦! かみつくライジンゴー!!」（1973年） - 伸次
  - 第18話「友情のイナズマ落し!!」（1974年） - 譲治
- 銭形平次（CX）
  - 第354話「万七子連れ唄」（1973年） - 万助
  - 第424話「苦い水」（1974年） - 金平
- ウルトラマンレオ 第46話「恐怖の円盤生物シリーズ! 戦うレオ兄弟! 円盤生物の最後!」（1975年、TBS） - 矢野口純次
- Gメン'75 第97話「嫁・姑・孫の戦い」（1977年、TBS）
- 大鉄人17 第30話「走れ三郎！ 死の谷からの脱出」（1977年、MBS） - アキラ
- 桃太郎侍（1979年、NTV）
  - 第116話「雪に舞い散る母子唄」
  - 第146話「死を招いた勘違い」 - 六助
- 鉄道公安官 第30話「15歳・悪の罠」（1979年、ANB）

### 映画
- 密告（たれこみ）（1968年、東映） - 井沢稔
- 妾二十一人 ど助平一代（1969年、東映） - 染谷鉄士
- 人斬り観音唄（1970年、東映） - 林太郎
- 新　兄弟仁義（1970年、東映） - 明男
- 喜劇　花嫁戦争（1971年、松竹） - 里見正夫
- 夜の手配師 すけ千人斬り（1971年、東映） - キヨシ
- ごろつき無宿（1971年、東映） - 年坊
- 新網走番外地 嵐呼ぶ知床岬 （1971年、東映） - 加納忠男
- 不良街（1972年、東映） - 矢倉卓
- 教室205号室（1974年、共同映画） - 主演・高山友一
- 少林寺拳法（1975年、東映）
- トラック野郎シリーズ（東映） - 松下幸之助
  - トラック野郎・御意見無用（1975年）
  - トラック野郎・爆走一番星（1975年）
  - トラック野郎・望郷一番星（1976年）
  - トラック野郎・天下御免（1976年）
  - トラック野郎・男一匹桃次郎（1977年）
- 狭山裁判（1976年、製作：部落解放同盟埼玉連合、配給：東映） - 中田武志
- 高校大パニック（1978年、日活） - 丸山
- わが青春のイレブン（1979年、東映） - 桐原博